# Anita Siegfried
Anita Siegfried (* 13. Juni 1948) ist eine Schweizer Archäologin und Schriftstellerin.

## Leben
Aufgewachsen in Basel und Aarau, studierte sie an der Universität Zürich die Fächer Urgeschichte, klassische Archäologie und Kunstgeschichte und promovierte 1976 über ein kulturgeschichtliches Thema der frühen Eisenzeit in Europa. Nach längeren Auslandsaufenthalten (Prag, Rom, Brasilien) arbeitete sie als Archäologin und Redaktorin für den Schweizerischen Nationalfonds und die Kantonsarchäologie Zürich. Seit 1994 ist sie freischaffende Autorin und schreibt für Erwachsene und Kinder. Sie lebt mit ihrer Familie in Zürich.

## Künstlerisches Schaffen
Mond im Kreis, der erste Roman für Jugendliche, ist aus der Verknüpfung von Archäologie und Fiktion entstanden. Es ist eine Geschichte aus der Zeit der frühen Kelten. Es folgten zwei weitere Jugendbücher mit historischem Hintergrund. Seither hat sich die Autorin anderen Themenkreisen zugewandt und auch Texte für Bilderbücher sowie fünf Romane für Erwachsene und ein Theaterstück für Kinder verfasst.

## Auszeichnungen
Beiträge an das künstlerische Schaffen Aargauer Kuratorium 1994, 1996, 2000; Auswahlliste Schweizer Jugendbuchpreis 1994, 1995, 1997; Auswahlliste Deutscher Jugendbuchpreis 1996; Auswahlliste Zürcher Kinderbuchpreis 1997, 2000; Schweizer Jugendbuchpreis 1999 (als Coautorin); Empfehlungsliste Hans-im-Glück-Preis 2000; Ehrengabe der Stadt Zürich 2000; Beitrag an das künstlerische Schaffen BS und BL 2000; Werkbeitrag Kanton Zürich 2001, 2006; Atelieraufenthalt Berlin 2004, Kanton Zürich; 2. Preis Kurzgeschichtenwettbewerb Die Tageszeitung, Dezember 2004; Eule des Monats, Bulletin Jugend & Literatur 2/2005; Werksemester London, Zuger Kulturstiftung Landis & Gyr 2006

## Werke
- Mond im Kreis. Aare 1993; TB 1999, 2002, Carlsen, ISBN 978-3-551-37171-3.
- Bis Tag und Nacht sich gleichen. aare bei patmos 1994, ISBN 978-3-726-00421-7.
- Auf der Gasse und hinter dem Ofen. Eine Stadt im Spätmittelalter; Ill. Jörg Müller. Sauerländer 1995; Une ville au moyen âge. Gründ 1996, ISBN 978-3-794-13890-6.
- Alinors Lied. Aare 1996; TB Carlsen 2002, ISBN 978-3-551-37129-4.
- Cola-Fröschchen. Nagel & Kimche, 1997; TB Omnibus, 1999, ISBN 978-3-570-20587-7.
- Der blaue Schal. Nagel & Kimche, 1998; TB dtv, 2003; Modrý šal. Amulet 2002, ISBN 978-3-312-00825-4.
- Kleine Schwester der Nacht. Ill. Hannes Binder. Nagel & Kimche, 1999; TB Carlsen, 2002; TB I sandaletti rossi. Fabbri 2004, ISBN 978-3-312-00877-3.
- Die Ufer des Tages. Roman. Nagel & Kimche, 2000, ISBN 978-3-312-00273-3.
- Max ist los. Ill. Claudia de Weck. Atlantis, 2001, ISBN 978-3-715-20443-7.
- Mira – Stella mirabilis. Roman. Dörlemann Verlag, Zürich 2004, ISBN 978-3-908-77709-0.
- Flug in die Nacht. Ill. Hannes Binder. Sauerländer, 2005; Bleu. Nuit, La joie de lire, 2006, ISBN 978-3-794-16040-2.
- Baschi Zischer. Ein Jahr quer durch Basel. Ill. Nicolas d' Aujourdhui. Spalentor-Verlag, 2007, ISBN 978-3-908-14232-4.
- Die Schatten ferner Jahre. Roman. Dörlemann Verlag, Zürich 2007, ISBN 978-3-908-77732-8.
- Glück gehabt – gefunden, verloren und wiedergefunden. SJW 2297, 2008, ISBN 978-3-726-90533-0.
- Parzival. Der Rote Ritter. Ill. Sibylle Heusser. TB SJW 2317, 2009; Perceval, le Chevalier Vermeil, SJW 2328; Parzival. Il chavalier cotschen, SJW 2337, ISBN 978-3-726-90534-7.
- Lelech und Nardu. Pfahlbauer am Zugersee. Ill. Laura Jurt. TB SJW 2458, 2013, ISBN 978-3-726-90646-7.
- Steigende Pegel. Roman. Bilgerverlag, Zürich 2016, ISBN 978-3-037-62054-0.
- Blanchefleur. Roman. Bilgerverlag, Zürich 2018, ISBN 978-3-037-62070-0.
- Die Prinzen der urbanen Wüste. Auf den Spuren von Mario Comensoli., Bilgerverlag, Zürich 2023, ISBN 978-3-037-62104-2.

Ausserdem Kurzgeschichten und Erzählungen in Anthologien.

### Theaterstück
- Streik der Stunden. Stück für Kinder ab acht Jahren. Uraufführung Kindertheater Zug, Mai 2007.

### Hörfolgen
- Ronni fliegt nach Amerika. Hörfolge für die Reihe Ohrenbär, Sender Freies Berlin 2000; Radio DRS 2002.
- Weihnachten unter dem Zuckerhut. Hörfolge für die Reihe Ohrenbär, Sender Freies Berlin 2000; Radio DRS 2001; Deutsche Grammophon 2001.